# Jude Law
David Jude Heyworth Law (født d. 29. december 1972) er en engelsk skuespiller.
Law startede ud som teaterskuespiller i London, og fik sit filmiske gennembrud i The Talented Mr. Ripley (1999), som han modtog en BAFTA Award for Best Actor in a Supporting Role og en Oscar-nominering i kategorien Best Supporting Actor. Efterfølgende medvirkede han i film som Enemy at the Gates (2001), A.I. Artificial Intelligence (2001), Road to Perdition (2002), Cold Mountain (2003),The Holiday (2006), Contagion (2011) og The Grand Budapest Hotel (2014). Han modtog endnu en Oscar- og BAFTA Award-nominering for Cold Mountain.
Endvidere har Law portrætteret Dr. Watson i Sherlock Holmes (2009) og Sherlock Holmes 2: Skyggespillet (2011), en ung Albus Dumbledore i Fantastic Beasts: The Crimes of Grindelwald (2018) og Yon-Rogg i Captain Marvel (2019) - alle blandt de mest indbringende film i hans karriere.
Law har endvidere haft en anerkendt teaterkarriere, og har medvirket i adskillige West End- og Broadway-produktioner såsom Les Parents terribles i 1994, Hamlet i 2010 og Anna Christie i 2011, hvoraf han modtog Tony Award-nomineringer for de to første opsætninger.
I 2007 modtog Law Honorary César-pris og blev gjort til ridder af Ordre des Arts et des Lettres af den franske regering.

## Opvækst
Law blev født i Lewisham, Sydlondon, som søn af lærerne Maggie og Peter Law. Hans forældre har i øjeblikket deres egen dramaskole i Frankrig. Hans søster, Natasha Law, er en velkendt illustrator og kunstner, der bor i London. Han voksede op i Blackheath, en landsby i Lewisham og han gik på John Ball Primary School i Blackheath og Kidbrooke School i Kidbrooke, for han gik på Alleyn's School i Dulwich.

## Karriere
I 1987 begyndte Law at spille skuespil på National Youth Music Theatre. Han spillede forskellige roller i stykker og hans første store rolle var som Foxtror Darling i Phillip Ridleys multi-vindende The Fastest Clock In The Universe. Law spillede herefter Michael i West End-produktionen af Jean Cochteuas tragiske komedie Les parents terribles instrueret af Sean Mathias. Han blev nomineret til Laurence Olivier Award i kategorien Outstanding Newcomer og han modtog Ian Charleson Award for Outstanding Newcomer.
Efter en lille ændring i Indiscretion, blev stykket lavet om til en Broadway-version i 1995, hvor Law spillede overfor Kathleen Turner, Roger Rees og Cynthia Nixon. Denne rolle gav ham en Tony Award-nomination og Theatre World Award. I 1989 fik Law sin første tv-rolle i en film baseret på Beatrix Potters børnebog, The Tailor of Glouester. Efter en del mindre roller i britisk fjernsyn, inklusivt en to år lang rolle i sæbeoperaen Families og hovedrollen i tv-serien Crane, fik Law sit gennembrud med det britiske krimi-drama Shopping, hvor hans fremtidige kone, Sadie Frost, også medvirkede.
Han blev mere kendt med sin optræden i Wilde. Law vandt "Most Promising Newcomer" fra Evening Standard British Film Awards, for sine roller som Lord Alfred "Bosie" Douglas, den glamorøse elsker til Stephen Fry's Oscar Wilde.  I Andrew Niccols science-fiction film Gattaca, spillede han en tidligere elitesvømmer, der levede i et eugenisk-afhængigt dystopi.
I Clint Eastwoods Midnat i det gode og ondes have, spillede han den uheldige hustler, der blev myrdet af dealer (spillet af Kevin Spacey). Han har også spillet en lejemorder i Sam Mendes' 1930-inspirerede drama Road to Perdition.
Law er på Top Ti-listen fra 2006 over Bankable Movie Stars (liste over stjerner, der kan garantere box office-succes bare ved at medvirke i filmen). Den 1. marts 2007 blev han tildelt Ordre des Arts et des Lettres (Orden af Kunst og Litteratur) af den franske regering, pga hans forbindelse til World Cinema Arts. Han blev herefter kaldt Chevalier des Arts et des Lettres.
I 1999 medvirkede han i dramaet The Talented Mr. Ripley, hvor han spillede over for Matt Damon. For rollen fik han sin første Academy Award-nomination i kategorien "Best Supporting Actor", og sammen med Matt Damon og Rosario Fiorello fik han også en MTV Movie Award for deres fælles optræden med sangen Tu Vuo' Fa L'Americano, af Renato Carosone og Nicola Salerno. 

I 2003 spillede han med i kærlighedsdramaet Cold Mountain, hvor han spillede over for Nicole Kidman, og også her fik han en Academy Award-nomination, nu i kategorien "Best Actor in a Leading Role".
Law, der er stor beundrer af Sir Laurence Olivier, brugte den berømte skuespillers ansigt i science-fiction-filmen fra 2004 Sky Captain and the World of Tomorrow. Ved hjælp af computerteknik og et billed af den unge Olivier, blev den kendte skuespiller bragt ind i filmen, hvor han spillede rollen som Dr. Totenkopf, et mystisk og videnskabeligt geni og superskurk.
Han spillede titelrollen i Alfie i genindspilningen af Bill Naughtons film fra 1966, hvor han overtog rollen fra Michael Caine. Han har også tidligere spillet en af Caines tidligere, såsom i filmen fra 2007, Sleuth, der blev skrevet af Nobel-prismodtageren i Litteratur, Harold Pinter, hvor Caine havde overtaget rollen fra Sir Laurence Olivier .
Law er en af de tre skuespillere der overtager den afdøde skuespiller Heath Ledgers rolle i Terry Gilliams film: The Imaginarum of Doctor Parnassus. Sammen med Law, vil skuespillerne Johnny Depp og Colin Farrell "tre forskellige dimensioner i filmen". Han vil optræde overfor Forrest Whitaker i den mørke science-fiction-komedie Repossession Mambo og han vil også medvirke som Dr. Watson i Guy Ritchies fortolkning af Sherlock Holmes sammen med Robert Downey Jr. og Rachel McAdams.
I 2009 vendte han tilbage til teateret for at spille Prins Hamlet i Shakespeares skuespil Hamlet på Donmar Warehouse.

## Privat
Law mødte Sadie Frost under optagelserne til filmen Shopping og de blev gift den 2. september 1997. Parret har sammen tre børn: Rafferty Law (født 6. oktober 1996), Iris Law(født 25. oktober 2000) og Rudy Indiana Otis Law (født 10. september 2002). Kate Moss er gudmor til datteren Iris. Law og Frost blev skilt den 29. oktober 2003, som en følge af Laws utallige sidespring.
Efter dette blev han, julen 2004, forlovet med Sienna Miller, hans medskuspiller i Alfie. I 2005 indrømmede Law at han havde en affære med sin barnepige og den 12. november 2006 annoncerede de deres brud.
Sienna Miller og Jude Law skulle tilsyneladende have dannet par igen (2010).

## Trivia
- Han er 179 cm høj
- Er tidligere roommate til Ewan McGregor.
- Under en gæsteoptræden i The Tonight Show with Jay Leno, spurgte Jay Leno, hvor Laws navn kom fra og Law svarede, at han var navngivet efter Beatles-sangen "Hey Jude".
- Brækkede et ribben, da han indspillede scenen, hvor han bliver dræbt på båden i filmen The Talented Mr. Ripley.
- Lærte at spille saxofon under The Talented Mr. Ripley.
- Var egentlig gudfar til Kate Moss' datter, Lila, men da han blev skilt fra Sadie Frost, som Moss er meget nære venner med, fratog hun ham alle hans forpligtelser.
- Blev overvejet til rollen som Will Turner i Pirates of the Caribbean-filmene.
- Lærte at danse ballet under optagelserne til Artificial Intelligence: Al.
- Var vært på Saturday Night Live, da Ashlee Simpson-Wentz-episoden skete.
- Band Brand New har opkaldt en sang efter ham, kaldet "Jude Law and a Semester Abroad" på deres album kaldet Your Favorite Weapon.

## Film
| År   | Titel                                               | Rolle                         |
| ---- | --------------------------------------------------- | ----------------------------- |
| 1989 | The Tailor Of Gloucester (TV)                       | Majorens stalddreng           |
| 1990 | Families (TV)                                       | Nathan Thompson               |
| 1991 | The Casebook Of Sherlock Holmes (TV)                | Joe Barnes                    |
| 1993 | The Marshal (TV)                                    | Bruno                         |
| 1994 | The Crane                                           | Ung mand                      |
| 1994 | Shopping                                            | Billy                         |
| 1996 | I Love You, I Love You Not                          | Ethan                         |
| 1997 | Bent                                                | Stormtrooper                  |
| 1997 | Wilde                                               | Lord Alfred "Bosie" Douglas   |
| 1997 | Gattaca                                             | Jerome Eugene Morrow          |
| 1997 | Midnight in the Garden of Good and Evil             | Billy Carl Hanson             |
| 1998 | Music From Another Room                             | Danny                         |
| 1998 | Final Cut                                           | Jude                          |
| 1998 | The Wisdom Of Crocodiles                            | Steven Grlscz                 |
| 1999 | eXistenZ                                            | Ted Pikul                     |
| 1999 | Presence Of Mind                                    | Secretary                     |
| 1999 | The Talented Mr. Ripley                             | Dickie Greenleaf              |
| 2000 | Love, Honour and Obey                               | Jude                          |
| 2001 | Enemy at the Gates                                  | Vassili Zaitsev               |
| 2001 | Artificial Intelligence: A.I.                       | Gigolo Joe                    |
| 2002 | Road to Perdition                                   | Harlen Maguire                |
| 2003 | Tilbage til Cold Mountain                           | Inman                         |
| 2004 | I ♥ Huckabees                                       | Brad Stand                    |
| 2004 | Sky Captain and the World of Tomorrow               | Sky Captain / Joseph Sullivan |
| 2004 | Alfie                                               | Alfie                         |
| 2004 | Closer                                              | Dan                           |
| 2004 | The Aviator                                         | Errol Flynn                   |
| 2004 | Lemony Snicket - En ulykke kommer sjældent alene    | Lemony Snicket                |
| 2006 | All the King's Men                                  | Jack Burden                   |
| 2006 | Breaking & Entering                                 | Will Francis                  |
| 2006 | The Holiday                                         | Graham                        |
| 2007 | My Blueberry Nights                                 | Jeremy                        |
| 2007 | Sleuth                                              | Milo Tindle                   |
| 2010 | Repossession Mambo                                  | Remy                          |
| 2011 | Sherlock Holmes 2: Skyggespillet                    | Dr. John Watson               |
| 2014 | The Grand Budapest Hotel                            | Forfatteren som ung           |
| 2018 | Fantastiske skabninger 2: Grindelwalds forbrydelser | Albus Dumbledore              |
| 2014 | Fantastiske skabninger 3: Dumbledores Hemmeligheder | Albus Dumbledore              |

## Priser og nomineringer
Academy Awards

 2004
Nomineret til
Oscar – "Best Actor in a Leading Role"
for: Cold Mountain (2003)

 2000
Nomineret til
Oscar – "Best Actor in a Supporting Role"
for: The Talented Mr. Ripley (1999)

Academy of Science Fiction, Fantasy & Horror Films

 2000
Nomineret til
Saturn Award- "Best Supporting Actor"
for: The Talented Mr. Ripley (1999)

BAFTA Awards

 2004
Nomineret til
BAFTA Award – "Best Performance by an Actor in a Leading Role"
for: Cold Mountain (2003)

 2000
Vandt
BAFTA Film Award – "Best Performance by an Actor in a Supporting Role"
for: The Talented Mr. Ripley (1999)

Blockbuster Entertainment Awards

 2000
Vandt
Blockbuster Entertainment Award – "Favorite Supporting Actor – Suspense"
for: The Talented Mr. Ripley (1999)

Broadcast Film Critics Association Awards

 2005
Nomineret til
BFCA Award – "Best Acting Ensemble"
for: Closer (2004)

Delte den med:
Clive Owen,
Natalie Portman,
Julia Roberts

Chicago Film Critics Association Awards

 2002
Nomineret til
CFCA Award – "Best Supporting Actor"
for: Artificial Intelligence: AI (2001)

César Awards, Frankrig

 2007
Honorary César

Empire Awards, UK

 2004
Nomineret
Empire Award – "Best British Actor"
for: Cold Mountain (2003)

 2003
Nomineret
Empire Award – "Best British Actor"
for: Road to Perdition (2002)

 2001
Nomineret
Empire Award – "Best British Actor"
for: The Talented Mr. Ripley (1999)

European Film Awards

 2001
Nomineret
Audience Award – "Best Actor"
for: Enemy at the Gates (2001)

Evening Standard British Film Awards

 1998
Vandt
Evening Standard British Film Award – "Most Promising Newcomer"
for: Wilde (1997)

Golden Globes

 2004
Nomineret
Golden Globe – "Best Performance by an Actor in a Motion Picture – Drama"
for: Cold Mountain (2003)

 2002
Nomineret
Golden Globe – "Best Performance by an Actor in a Supporting Role in a Motion Picture"
for: Artificial Intelligence: AI (2001)

 2000
Nomineret
Golden Globe – "Best Performance by an Actor in a Supporting Role in a Motion Picture"
for: The Talented Mr. Ripley (1999)

Irish Film and Television Awards

 2004
Nomineret
Audience Award – "Best International Actor"
for: Cold Mountain (2003)

London Critics Circle Film Awards

 2001
Nomineret
ALFS Award – "British Supporting Actor of the Year"
for: The Talented Mr. Ripley (1999)

MTV Movie Awards

 2007
Nomineret
MTV Movie Award – "Best Kiss"
for: The Holiday (2006), delte den med Cameron Diaz

 2005
Nomineret
MTV Movie Award – "Best Kiss"
for: Sky Captain and the World of Tomorrow (2004), delte den med Gwyneth Paltrow

 2003
Nomineret
MTV Movie Award – "Best Trans-Atlantic Breakthrough Performer"

 2000
Nomineret
MTV Movie Award – "Best Musical Performance"
for: The Talented Mr. Ripley (1999), delte den med Matt Damon og Fiorello
for The Talented Mr. Ripley soundtrack "Tu Vuo' Fa L'Americano"

National Board of Review

 2004
Vandt
NBR Award – "Best Acting by an Ensemble"
for: Closer (2004/I)

Delte den med: Clive Owen, Natalie Portman, Julia Roberts

Online Film Critics Society Awards

 2002
Nomineret
OFCS Award – "Best Supporting Actor"
for: Artificial Intelligence: AI (2001)

People's Choice Awards

 2005
Nomineret
People's Choice Award – "Favorite Leading Man"

Santa Fe Film Critics Circle Awards

 2000
Vandt
SFFCC Award – "Best Supporting Actor"
for: The Talented Mr. Ripley (1999)

Satellite Awards

 2004
Nomineret
Golden Satellite Award – "Best Performance by an Actor in a Motion Picture, Drama"
for: Cold Mountain (2003)

 2000
Nomineret
Golden Satellite Award – "Best Performance by an Actor in a Supporting Role, Drama"
for: The Talented Mr. Ripley (1999)

Screen Actors Guild Awards

 2005
Nomineret – "Outstanding Performance by a Cast in a Motion Picture" for: The Aviator (2004)

Delte den med: Alan Alda, Alec Baldwin, Kate Beckinsale, Cate Blanchett, Leonardo DiCaprio, Ian Holm, Danny Huston, John C. Reilly, Gwen Stefani

ShoWest Convention

 2004
ShoWest Award – "Male Star of the Year"

Teen Choice Awards

 2000
Nomineret
Teen Choice Award – "Film Choice Breakout Performance"
for: The Talented Mr. Ripley (1999)

Visual Effects Society Awards

 2005
Nomineret
VES Award – "Outstanding Performance by an Actor or Actress in a Visual Effects Film"
for: Sky Captain and the World of Tomorrow (2004) 
Variety Club Showbiz Awards

 2007
"Film Actor of the Year" 